# Gandharva

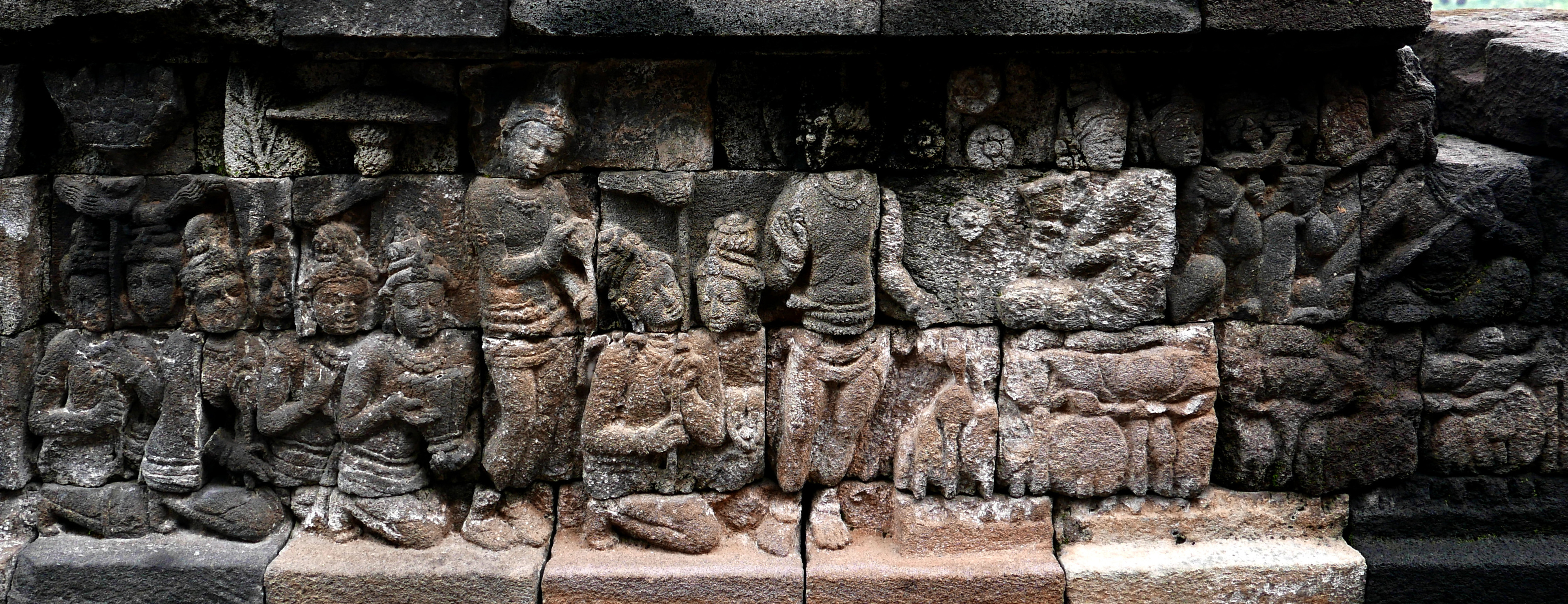
Relevo com gandharvas em Borobudur, Java

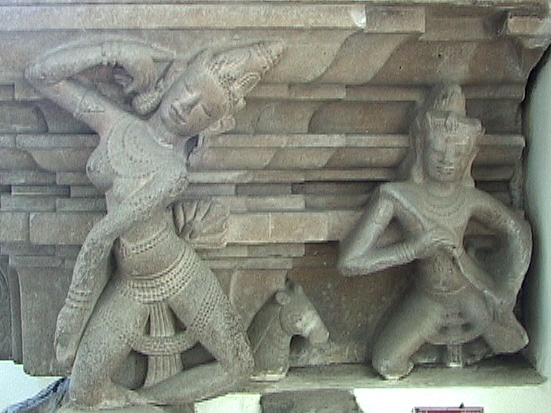
Escultura Cham vietnamita do século X com um gandharva à direita e uma apsará à esquerda

Gandharva é a designação de seres celestiais das mitologias hindu e budista, que também é aplicada a cantores de música clássica indiana especialmente talentosos.
No hinduísmo, os gandharvas são espíritos masculinos da natureza, maridos das apsarás, enquanto que no budismo são um tipo de devas dos níveis mais inferiores. Em ambas as religiões são muito dotados para a música. Na lei hindu, um "casamento gandharva" é um tipo matrimónio realizado por mútuo acordo e sem rituais formais.

## Hinduísmo
No hinduísmo, os gandharvas (em sânscrito: गन्धर्व; romaniz.: gandharva; em assamês: গন্ধৰ্ব্ব, gandharbba; em bengali: গন্ধর্ব, gandharba; em canarês: ಗಂಧರ್ವ; em tâmil: கந்தர்வர்; em telugo: గంధర్వ, gandharvudu; em malaiala: ഗന്ധർവൻ) são metade humanos e metade animais, geralmente uma ave ou um cavalo. Atuam como mensageiros entre os deuses e os humanos, são os guardiões da soma (a bebida dos deuses), têm dotes musicais soberbos e executam bela música para os deuses nos seus palácios. São frequemente representados como cantores na corte dos deuses.
Os gandharvas são extensamente mencionado no épico Mahabharata, onde aparecem associados aos devas (como dançarinos e cantores) e aos yakshas (como guerreiros formidáveis) e estão espalhados por vários teritórios.
Há várias versões para o parentesco dos gandharvas; são chamados criaturas de Prajapati, de Brama, de Kashyapa, dos Munis, de Arishta ou de Vac.

## Budismo

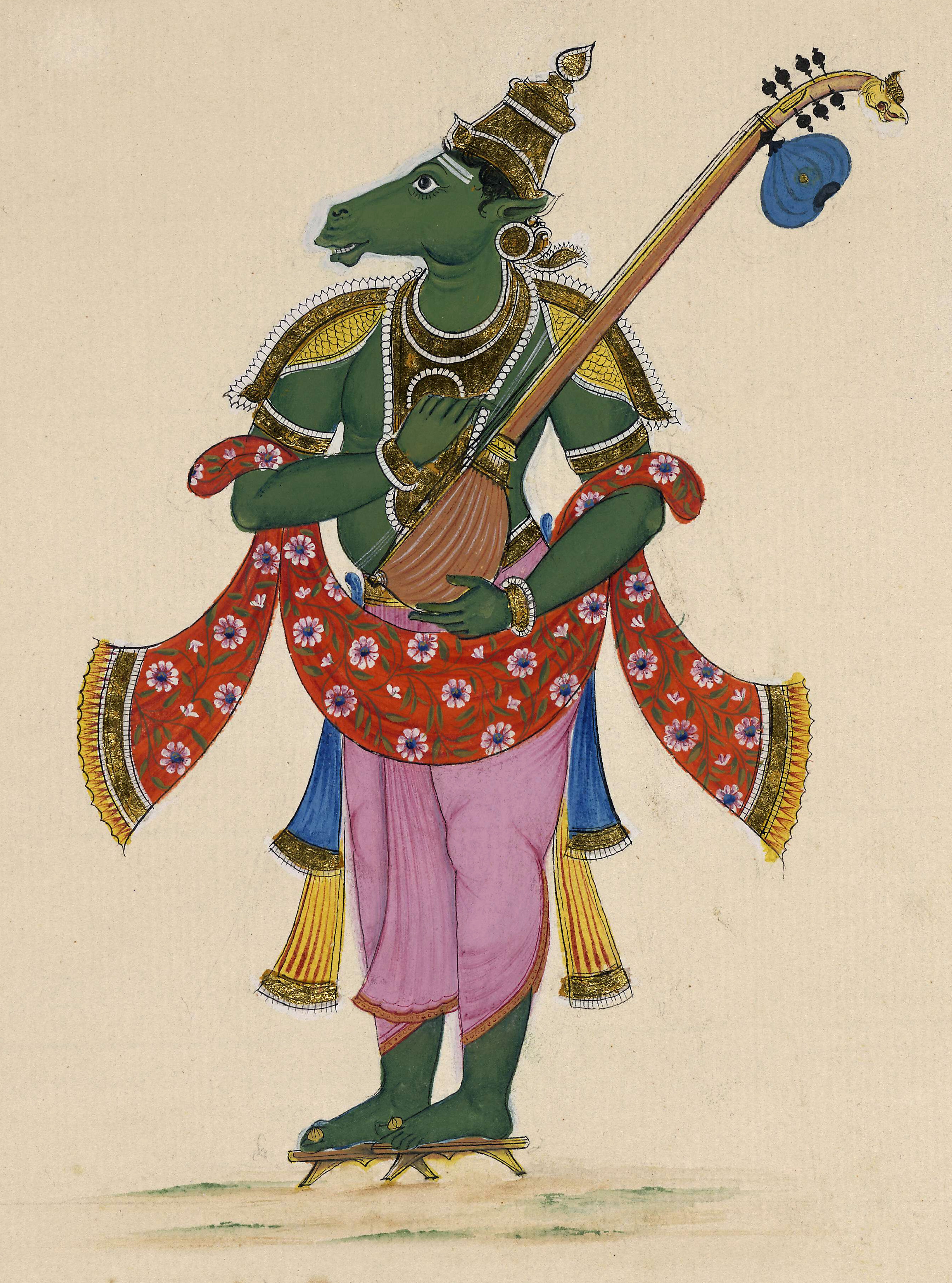
Pintura do gandharva (ou Tumburu)

Na cosmologia budista, os gandharvas (em páli: gandhabba; em japonês: 乾闥婆; romaniz.: kendatsuba) são devas dos escalões mais baixos. Estão classificados entre os devas Cāturmahārājikakāyika (Quatro Reis Celestiais) e estão sujeitos ao Grande Rei Dhṛtarāṣṭra, Guardião do Oriente. Os seres renascem como gandharvas em consequência de terem praticado a forma mais básica da ética budista. Era considerado embaraçoso para um monge renascer como gandharva.
Os gandharvas podem voar e são conhecidos pelos seus dotes como músicos. Estão ligados às árvores e às flores e vivem nos aromas das cascas de troncos, na seiva e nas flores. São um dos seres da natureza que podem perturbar um monge meditando sozinho.
Os termos gandharva e yakṣa por vezes designam a mesma criatura. Nestes casos, yakṣa é o termo mais genérico, que inclui várias divindades menores.
No Mahātanhasankhaya Sutta do Majjhima Nikaya, Buda Gautama explica ao seus bicos que um embrião se desenvolve quando se verificam três condições: a mulher estar no momento correto do seu ciclo menstrual, a mulher e o homem terem copulado e haver a presença de um gandharva. Segundo o comentário a este sutra, neste contexto a palavra gandharva (ou gandhabba) não se refere a um deva celeste, mas a um ser cujo carma lhe permite nascer.
Os termos gandharva or gandhabba também são usados num sentido completamente diferente, referindo-se a um ser (ou, mais estritamente, a uma parte do contínuo causal da consciência) que se encontra num estado liminar entre a morte e o renascimento.

## Gandharvasnotáveis
Entre os gandharvas mais notáveis encontram-se Panāda, Opamañña, Naḷa, Cittasena, Rājā, Janesabha e Mātali. Este último é o carroceiro de Śakra e Janesabha é provavelmente a mesma criatura que Janavasabha, um renascimento do rei Bimbisara de Mágada.
Timbarū (ou Tumburu) foi um líder dos gandharvas. Há uma história romântica sobre o amor da sua filha Bhadrā Sūryavarcasā e outro gandharva, Pañcaśikha. Este apaixonou-se por Sūryavarcasā quando a viu dançar para Śakra, mas ela estava apaixonada por Sikhandī, filho do carroceiro Mātali. Pañcaśikha foi a casa de Timbarū e tocou uma melodia no alaúde de madeira beluva, que ele dominava muito bem, e cantou uma canção de amor no qual entrelaçava temas de Buda e do seus arhats. Mais tarde, Śakra ordenou a Pañcaśikha que intercedesse junto do Buda para que pudesse ter uma audiência com ele. Como recompensa pelos serviços de Pañcaśikha, Śakra convenceu Suriyavacchasā a consentir casar-se com Pañcasikha, por quem ela já estava agradada devido às mostras de qualidades e devoção. Pañcaśikha também atua como um mensageiro dos Quatro Reis Celestiais, transmitindo notícias destes a Mātali, que representa Śakra e os devas Trāyastriṃśa.